# So Serious
So Serious è un singolo del gruppo musicale britannico Electric Light Orchestra, pubblicato nel 1986 ed estratto dall'album Balance of Power.
Il brano è stato scritto e prodotto da Jeff Lynne.

## Tracce
- 7" (UK)

1. So Serious
2. A Matter of Fact

- 7" (USA)

1. So Serious
2. Endless Lies